# Wesele (album)
Wesele – album zawierający piosenki grupy Tymon & The Transistors, nagrane na potrzeby filmu Wojciecha Smarzowskiego Wesele z 2004 roku.

## Spis utworów
1. "Wieś jak malowanie" – 3:25
2. "Mówisz mi" – 3:29
3. "Paulus 1" – 0:15
4. "Biały miś" – 3:12
5. "Wirtualna miłość" – 2:51
6. "Cellulitis" – 2:45
7. "D.O.B." – 1:09
8. "Dyliżans" – 3:05
9. "Paulus 2" – 0:08
10. "Ewakuacja Watykanu" – 3:21
11. "Lubię" – 1:24
12. "Adam M." – 3:22
13. "Paulus 3" – 0:56
14. "Ukaraj mnie" – 2:29
15. "Głupie piosenki" – 1:27
16. "Song o grzywce" – 2:57
17. "Widziałem cię z innym chłopcem" – 3:07
18. "Paulus 4" – 0:26
19. "Sztuczne szanty" – 3:59
20. "Ewakuacja (Kornel Mix)" – 6:12
21. "Do widzenia Wam" – 17:02

## Twórcy
Zespół Tymon & Transistors w składzie:
- Ryszard Tymon Tymański – głos, gitara
- Marcin Gałązka – głos, gitara
- Arkadiusz Kraśniewski – gitara basowa
- Filip Gałązka – instrumenty perkusyjne, głos.

Ponadto:
- Sara Brylewska – głos
- Robert Brylewski – głos
- Lech Janerka – głos, gitara
- Tomasz Ziętek (Pink Freud) – trąbka
- Jakub Staruszkiewicz (Pink Freud) – perkusja
- Jacek Lachowicz – instrumenty klawiszowe, głos
- Przemysław Dyakowski – saksofon
- Marian Kawalec – saksofon
- Paweł Mazur – konferansejrka
- Kornel Popławski – gitara basowa, sample
- Jacek Majewski – konga, instrumenty perkusyjne
- Mike Hentz – drumla
- Józef Kaniecki – kości, mandolina, skrzypce

## Historia płyty
Utwory powstały na przestrzeni kilku lat. Utwór "Widziałem cię z innym chłopcem" jako "Widziałem, widziałem" znalazł się na firmowanej przez Miłość i Trupy płycie Muzyka do filmu Sztos z 1997 roku. "Wirtualna miłość" nagrana przez zespół Tymańskiego o nazwie Poganie ukazała się na EPce pod jednobrzmiącym tytułem z 2001 roku.

## Zespół w filmie
W czerwcu 2003 roku Tymański, Lachowicz, Popławski i Majewski wzięli udział w zdjęciach do filmu Wesele.